# War Admiral
War Admiral (* 1934; † 1959) war ein US-amerikanisches Vollblut-Rennpferd. Er war ein Sohn des legendären Rennpferdes Man o’ War und der Onkel des Rennpferdes Seabiscuit, das als erfolgreichstes Rennpferd seiner Zeit galt. 

## Rennlaufbahn
War Admiral gewann 21 seiner 26 Rennen. Er war außerdem Gewinner des begehrten Triple Crowns im Jahre 1937, was ihm in den Vereinigten Staaten den Titel Rennpferd des Jahres eintrug. 
Das spektakuläre Rennen 1938, das er gegen das andere berühmte Rennpferd seiner Zeit, Seabiscuit, lief, wird von einigen als das beste Pferderennen in der Sportgeschichte der USA betrachtet. Der vierjährige War Admiral, der einige der berühmtesten Rennen gewonnen hatte, wurde damals überwiegend als Favorit gehandelt, obgleich auch der fünfjährige Hengst Seabiscuit bereits zahlreiche Siege errungen und mehr Preisgelder gewonnen hatte. In dem Rennen führte Seabiscuit von Anfang an; War Admiral war bekannt dafür, auf der Rückgeraden einen Gegner noch einzuholen. Auf der Rückgeraden wurde Seabiscuit zwar langsamer, und War Admiral wurde schneller und schien Seabiscuit schon zu überholen. Doch dann beschleunigte Seabiscuit und gewann schließlich mit drei Längen.
1938 lief und gewann War Admiral noch ein weiteres Rennen, das Rhode Island Handicap, am Narragansett Park in Pawtucket (Rhode Island). 1939 gewann er im Februar das erste Rennen, für das er in dem Jahr gemeldet wurde, in Hialeah bei Miami, Florida. Nach einer Knöchelverstauchung wurde er danach nicht mehr für Rennen eingesetzt.

## Zuchtlaufbahn
War Admiral war ein erfolgreicher Deckhengst und wurde 1945 Leading Sire in Nordamerika. Bis zu seinem Tod im Jahr 1959 hatten 40 seiner Nachkommen stakes races gewonnen, US-Rennen mit Meldegeldern.

## Nachwirkung
Bereits 1958 wurde War Admiral – im gleichen Jahr wie Seabiscuit – in die Hall of Fame am National Museum of Racing in Saratoga Springs, New York, aufgenommen. Als die Zeitschrift Blood-Horse die 100 wichtigsten Vollblüter des 20. Jahrhunderts wählte, erreichte War Admiral Platz 13.